# إلمر كلوس
إلمر كلوس (بالألمانية: Elmer Kloos)‏ (مواليد 15 فبراير 1908) هو ملاكم ألماني، مثّل بلاده في الألعاب الأولمبية الصيفية 1928.

## روابط خارجية
Elimar Kloos على موقع أوليمبيديا (الإنجليزية)